# 湯ノ岱温泉 (秋田県)
湯ノ岱温泉（ゆのたいおんせん）は、秋田県北秋田市小森（旧国出羽国、明治以降は羽後国）にある温泉。

## 泉質
- 含食塩石膏泉
  - 源泉温度37.8℃
  - 湧出量毎分43L
  - 比重 1.0015
  - 陽イオン カリウム 5.2 , ナトリウム 264.3 , カルシウム 224.7 , マグネシウム 4.8 , 亜鉛 1.1 , アルミニウム 0.7
  - 陰イオン 塩素 166.8 , フッ素 2.2 , 硫酸 810.4 , ヒドロ炭酸 125.1 , メタホウ酸 0.3 , 炭酸 0.3

## 温泉街
国道285号沿いに温泉地がある。温泉施設は共同浴場の「湯の岱温泉湯治場」がある。また、この湯治場のおよそ500m東には入浴施設「長寿温泉」がある。

## 歴史
1802年（享和2年）菅江真澄はこの地区を訪れるが、この時には温泉は無く、雪の中でキジを狩る男達を記録している。
発見された年月は明らかではないが、言い伝えによれば、治右衛門という人がこの地に移住して入浴し始めたのは享保年間であるとされている。また、明治時代には泉源は河畔の山麓にあった岩石の間から湧出していたという。明治時代では摂氏20℃程度の冷泉であった。
1945年頃までこの地区では、土用の丑の日の湯治の習慣があった。1976年新しい源泉を探すためにボーリングが行われ、地下480mから38℃毎分120Lの湯の自噴があった。この源泉を利用して温泉施設が1979年にオープンした。

## 伝承
十二所の薬師様が阿仁からの帰り道、湯の岱にさしかかると何人もの人が湯治をしていた。十二所の薬師様は湯の岱の薬師様に分湯を頼んだ。卵にタネ湯をつめて、ススキのつとに包んで十二所に帰ろうとした。大滝の川端にさしかかると、そこで薬師様はすべり、卵を地面に落とし割ってしまう。何日かたって、そこに行って見るとススキが生えている脇から湯が流れていた。また、十二所の薬師様は湯の岱の湯のそばに桂の杖をついて来たが、その杖は根付いて桂の木になった。そこで、湯の岱温泉を「桂の湯」、大滝温泉を「ススキの湯」と呼ぶようになったという。

## 禁忌症
なし

## 適応症
- 浴用 リウマチ,動脈硬化,高血圧,創傷
- 飲用 慢性便秘,慢性肝道疾患,じんま疹,肥満症

## アクセス
- 鉄道：奥羽本線および秋田内陸縦貫鉄道 秋田内陸線鷹ノ巣駅（鷹巣駅）より秋北バスで約25分。